# Diecezja Palmas-Francisco Beltrão
Diecezja Palmas-Francisco Beltrão (łac. Dioecesis Palmensis-Beltranensis) – diecezja Kościoła rzymskokatolickiego w Brazylii. Należy do metropolii Cascavel, wchodzi w skład regionu kościelnego Sul 2. Została erygowana przez papieża Piusa XI bullą Ad Maius Christifidelium Bonum w dniu 9 grudnia 1933 jako prałatura terytorialna Palmas. W 1958 podniesiona do rangi diecezji.
7 stycznia 1987 uzyskała obecną nazwę poprzez dodanie do członu -Francisco Beltrão.